# 劉茂恩

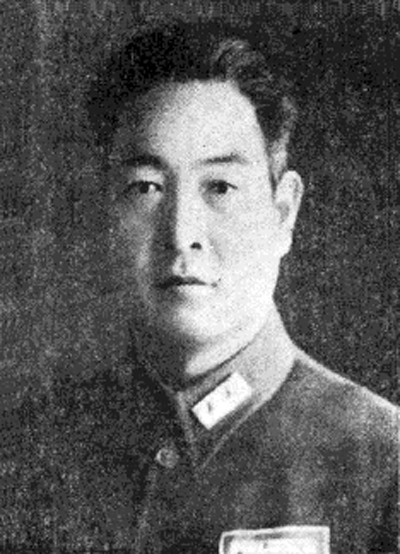

劉茂恩（1898年6月8日—1981年4月24日），字書霖，河南鞏縣人，國軍將領，曾任河南省主席。

## 學歷
縣立高等小學、洛陽河南省立第八中學就讀後入保定軍校，畢業分發駐湖北孫傳芳部之第21混成旅。

## 經歷
1937年9月，以國民革命軍第十三军团军团长兼第15军军长率部驰援山西，于平型关阵地歼日军两万余，是为平型关战役。以國民革命軍第十四集團軍總司令率領馳援中条山战役。
1944年7月，任河南省政府主席兼河南省警备总司令至1948年7月开封陷共。1947年7月19日，國民政府派劉茂恩為國民大會代表立法院立法委員河南省選舉事務所主任委員:8385-8386。1948年6月，蔣介石自西安至鄭州，嘉慰劉茂恩主席協力收復開封:55。

## 晚年
劉茂恩隨中華民國政府遷往臺灣，定居台北永和自由街，獲總統蔣介石聘為國策顧問。曾口述《劉茂恩回憶錄》二冊。